# 新竹市東區陽光國民小學
新竹市東區陽光國民小學，簡稱陽光國小，位於新竹市東區明湖路200號
。

## 校史沿革
1998年2月台灣省政府核准徵收校地，9月新竹市政府成立籌備處。1999年3月確認校名為陽光國小，4月以林志成為此校設計師，9月校長林碧霞到任。2004年4月正式完工落成，9月獲中華民國教育部「標竿100」九年一貫課程實施績優學校。2006年6月第一屆畢業典禮，畢業生有170人。

## 歷任校長
1. 林碧霞（調任他校）
2. 陳思玎（原校務主任真除，2014年8月1日調任新竹市龍山國小[3]）
3. 吳淑雯（2014年8月1日）
4. 謝佳曄（2022年2月1日）

## 學校概況
2001年創校，校方不用百分評分制度。對於低年級生則無期中、期末考，改以定期評量和隨堂測驗了解學生學習程度。
此校教師的寒暑假比其他學校短二週，因會多留一週來開會檢討這學期教學，也會提早一週來討論下學期的教學內容。

## 學校環境
學校由美國哥倫比亞大學建築碩士林志成所規劃。
圍牆為恐龍造型排列的縷空設計。此校沒有司令台，有一條80公尺跑道、一座升旗台、以及為平息兩位里長相爭而設的兩座校門。校內保留原處有三合院、豬舍鴨寮與小土地公廟，來讓學生認識常民文化。本來該三合院當地里長與教育推動委員會都認為應該拆除，但校長堅持保留，規劃成教學地點。校內有一座採透明玻璃屋頂的咖啡廳「陽光Pub」，讓師長可以互動。
低年級及中年級大樓的走道或教室全鋪設木地板。教室都設有洗手間，低年級大樓還有樓中樓設計，讓學生有私密空間。相鄰兩教室呈現L型，各自上課時，其垂直空間讓音波不易傳遞，避免兩班互相干擾；協同教學時，兩邊學生只要轉頭面向垂直角落，便可共同聽課。
高年級大樓則有2層樓高、坡長15公尺、直接從教室2樓直達平地的溜滑梯，共有7道。受學生喜愛，校外人士也都慕名而來。

## 特色課程
1. 兒童節上課變下課[7]
2. 學生會選舉